# Préludes et fugue pour cordes de Lutosławski

Les Préludes et fugue sont une œuvre écrite par Witold Lutosławski en 1970-1972 pour treize instruments à cordes.
Elle se compose de sept préludes dont débuts et fins sont entremêlés, et donc, difficilement identifiables, suivies d'une fugue dont la longueur équivaut à la moitié de l'œuvre. Il s'agit de l'une des plus longues partitions de la maturité du compositeur, même si des versions abrégées ont été prévues.
Lutosławski a écrit plusieurs pièces pour ensemble de cordes, dont sa musique funèbre pour orchestre à cordes de 1958 et ses Paroles tissées (1965) qui reprend ces treize mêmes instruments à cordes, complétés de percussions, d'un piano, d'une harpe et d'un ténor.
La durée d'exécution est d'environ une demi-heure. La partition a été créée le 12 octobre 1972 à Graz pour le Steirischer Herbst Festival par l'orchestre de la radio et de la télévision de Zagreb sous la direction de Mario di Bonaventura.

## Orchestration
| Instrumentation de Préludes et fugue pour cordes           |
| Cordes                                                     |
| 7 premiers violons, 3 altos, 2 violoncelles, 1 contrebasse |